# Hackerkultur
Hackerkultur er en subkultur af individer, som påskønner den intellektuelle udfordring at anvende kreativitet til at få softwaresystemer til at virke på andre måder.
Hackerkultur behøver ikke være relateret til computere, men er det ofte. F.eks. kan en programmør, der skriver meget kildekode til computerprogrammer, oftest i forbindelse med fri software blive udnævnt til at være hacker.[kilde mangler] Det behøver ikke være programmering hackeren er ekspert i, han eller hun kan også være hardware-hacker eller HMI-hacker.